# Застув (станция)
Застув (пол. Zastów) — пассажирская и грузовая железнодорожная станция в селе Застув в гмине Коцмыжув-Любожица, в Малопольском воеводстве Польши. Имеет 1 платформу и 2 пути.
Станция расположена на железнодорожной линии Варшава-Западная — Радом — Скаржиско-Каменна — Кельце — Мехув — Краков-Главный.